# Parc national Banff
Vous lisez un « bon article » labellisé en 2009.
Pour les articles homonymes, voir Banff (homonymie).
Le parc national Banff (anglais : Banff National Park) est situé dans les montagnes Rocheuses canadiennes, à 120 km à l'ouest de la ville de Calgary, dans la province de l'Alberta. Sa date de création, 1885, en fait le plus ancien parc national canadien. Il est également inscrit depuis 1985 (pour le centenaire de sa création) au patrimoine mondial de l'UNESCO avec les autres parcs des montagnes Rocheuses canadiennes. 
Ses 6 641 km2 de terrains montagneux comprennent de nombreux glaciers et champs de glace (icefields), des zones de forêts denses de résineux, et des paysages de type alpin. Le parc est prolongé au nord par le parc national Jasper. À l'ouest s'étendent le parc national Yoho, le parc national Kootenay. La seule localité importante du parc est Banff, où se situe le centre d'information.
La construction, à la fin du XIXe siècle, du chemin de fer Canadien Pacifique joue un rôle décisif dans le développement économique de Banff. C'est un peu plus tard, au début du XXe siècle, que débute la construction de liaisons routières rapprochant Banff du reste de la région. Ces routes, parfois construites par des prisonniers des camps d'internement, font partie des projets de travaux publics encouragés à l'époque de la Grande Dépression pour résoudre les problèmes socio-économiques. Depuis les années 1960, les différents équipements et infrastructures disponibles au parc sont ouverts au public pendant l'année entière, et le nombre de visiteurs ne cesse d'augmenter, pour dépasser les 5 millions dans la seule année 1990. En outre, des millions d'autres voyageurs traversent chaque année le parc national en empruntant la Route transcanadienne.
Mais ces chiffres exceptionnels, qui placent le parc national Banff parmi les plus visités du monde, n'en sont pas moins problématiques sur le plan environnemental. La grande intensité des activités touristiques menace en effet la santé des écosystèmes du parc. Parcs Canada, l'organisme gestionnaire des parcs nationaux canadiens, a réagi à cette situation préoccupante en lançant, au milieu des années 1990, une étude sur deux ans qui a permis, à terme, de fixer des objectifs de gestion durable du parc, et de mettre en place de nouvelles politiques de préservation des écosystèmes.

## Géographie

### Situation

Parcs des Montagnes Rocheuses canadiennes

Le parc national Banff est situé dans l'ouest de l'Alberta, à la frontière de la Colombie-Britannique. Il est entouré d'autres parcs nationaux : le parc national Jasper au nord, le parc national Yoho à l'ouest, et le parc national Kootenay et les parcs provinciaux mont Assiniboine et Height of the Rockies au sud. La région de Kananaskis et de Canmore comprennent les parcs provinciaux de Spray Valley et Peter Lougheed, les parcs provinciaux sauvages Don Getty, de Bow Valley, et l'aire sauvage de Ghost River qui sont situés au sud et à l'est de Banff. Au nord-est du parc sont situées les aires sauvages de Siffleur et White Goat.
La route transcanadienne traverse le parc national Banff, en partant de Canmore, à l'est, jusqu'au parc national Yoho, en Colombie-Britannique, à l'ouest, en passant par Banff et Lake Louise et le col du Cheval-qui-Rue. La ville de Banff est le principal carrefour commercial dans le parc national. Le village de Lake Louise est situé à la jonction de la route Transcanadienne et de la promenade des Glaciers.

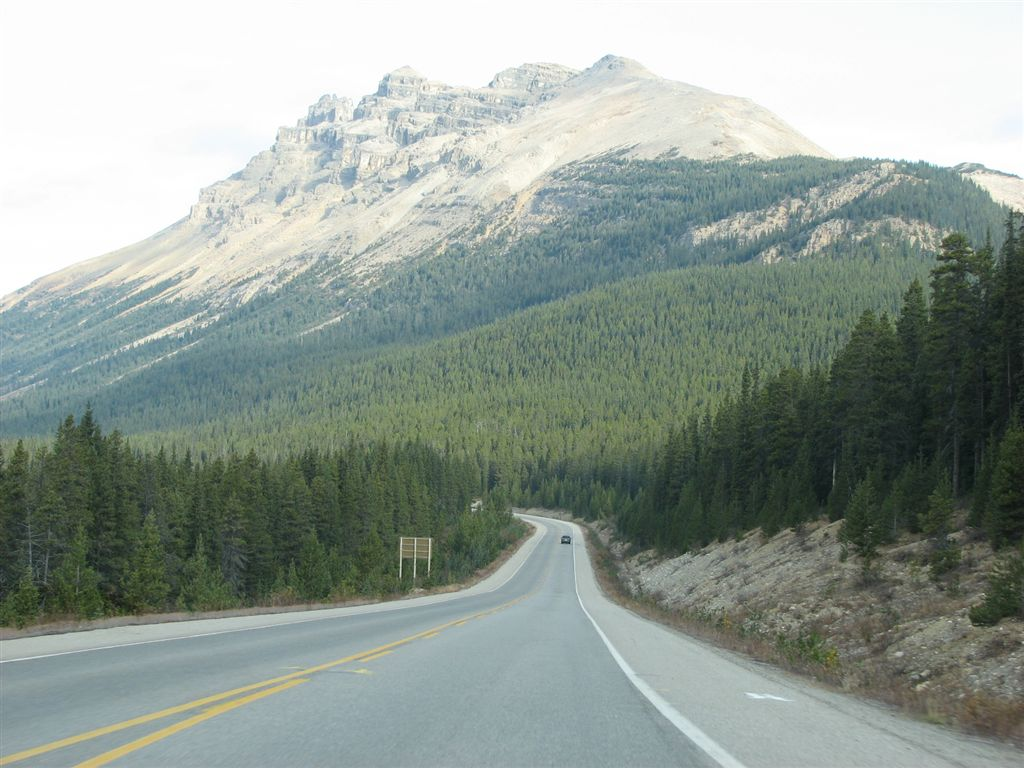
La promenade des Glaciers.

Le nord du parc est, quant à lui, accessible par la promenade des Glaciers, une route de 230 km reliant Lake Louise à Jasper en passant par la vallée de la Bow. Elle suit ensuite le ruisseau Mistaya jusqu'à Saskatchewan Crossing où elle croise la route David Thompson. Elle longe ensuite la rivière Saskatchewan Nord jusqu'au champ de glace Columbia et la limite du parc national de Jasper.

### Relief

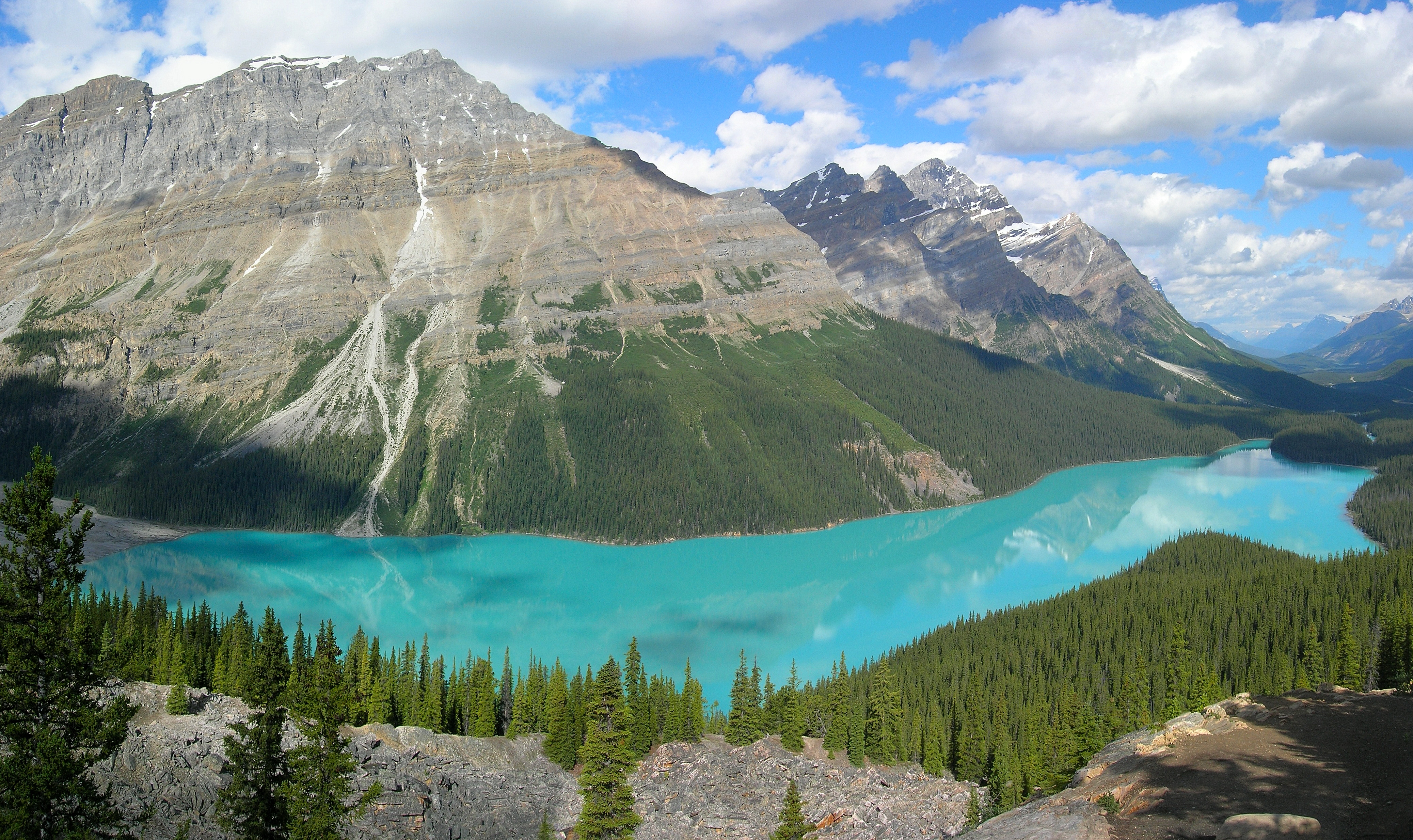
Vue du lac Peyto.

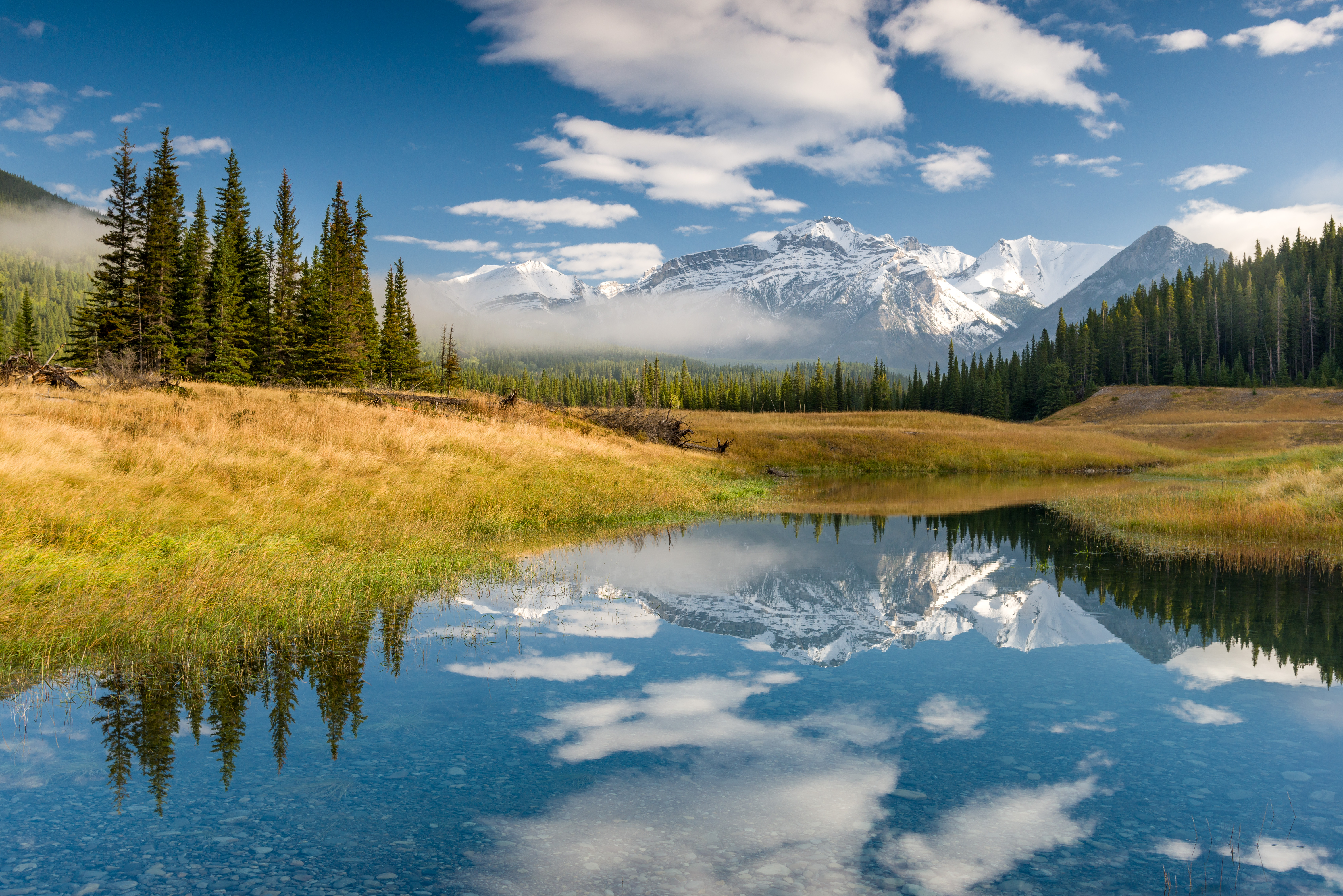
Les rocheuses depuis le parc national Banff. Septembre 2017.

Les Rocheuses canadiennes sont constituées de plusieurs chaînes orientées nord-ouest/sud-est, les contreforts des Rocheuses, les chaînons frontaux (Front Ranges), les chaînons principaux (Main Ranges) et les chaînons de l'Ouest (Western Ranges). Suivant de près la ligne de partage des eaux, les chaînons principaux constituent l'épine dorsale des Rocheuses canadiennes. Le parc national Banff s'étend vers l'est à partir de la ligne de partage des eaux et comprend le versant est des chaînons principaux et une grande partie des chaînons frontaux.
Le paysage de Banff est également marqué par l'érosion glaciaire, avec des vallées profondes en forme de U et de nombreuses vallées suspendues qui se terminent souvent en chute d'eau. Des montagnes à l'aspect pyramidal, telles que le mont Assiniboine, ont été façonnées par l'érosion glaciaire. De nombreuses petites gorges existent également, comme le canyon Mistaya et le canyon Johnston. L'altitude dans le parc varie de 1 350 m dans la vallée de la Bow à 3 618 m au sommet du mont Assiniboine.
Les limites occidentales et septentrionales du parc sont délimitées par de nombreux cols, dont les plus connus sont les cols du Cheval-qui-Rue (1 627 m), Sunwapta (2 023 m), Vermilion (1 680 m) et Bow (2 088 m), qui sont accessibles par la route et le col Howse (1 539 m), un important col historique qui fut important lors de la traite des fourrures.

### Géologie

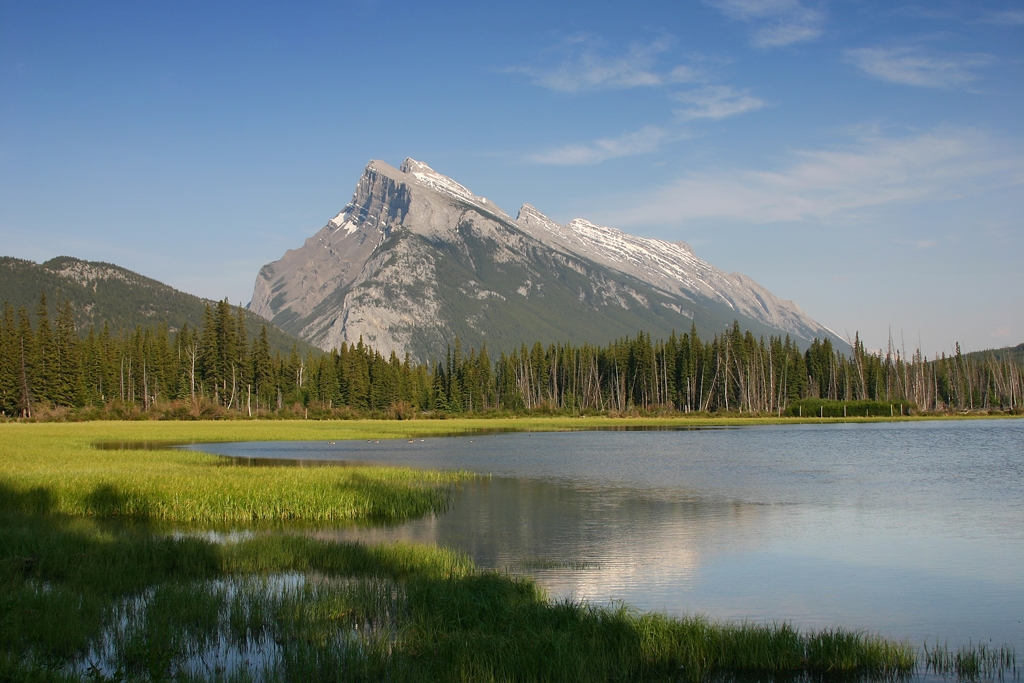
Vue du mont Rundle.

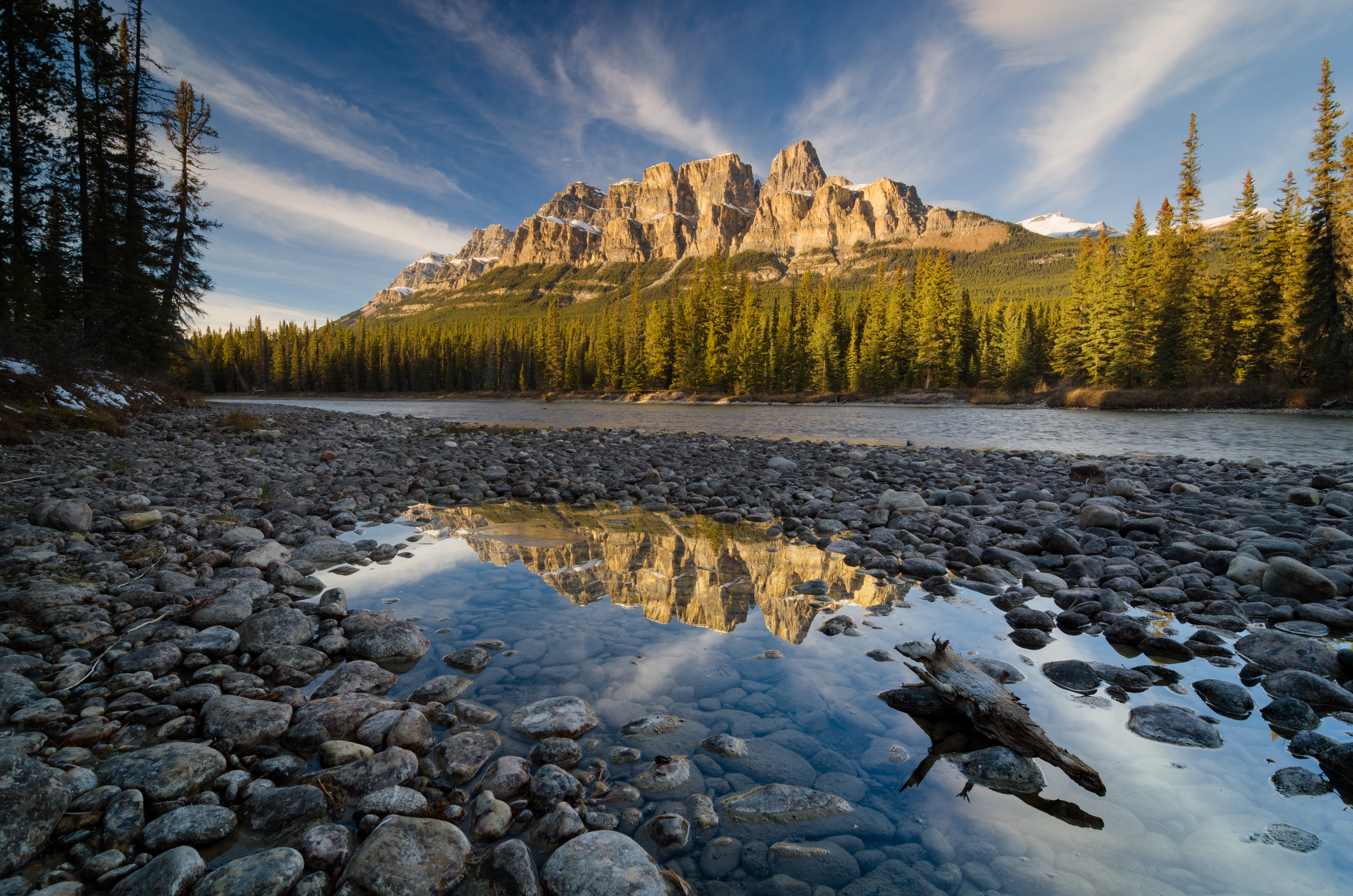
Castle mountain vue depuis la rivière Bow (Alberta) dans le parc national Banff. Octobre 2018.

Les Rocheuses canadiennes sont composées de roches sédimentaires, schiste, grès, calcaire et quartzite, dont l'origine est le dépôt de sédiments dans une mer intérieure.
Les formations géologiques des montagnes de Banff sont datées entre le Précambrien et le Jurassique. Les montagnes se sont formées il y a 80 et 120 millions d'années, par chevauchement. Au cours des derniers 80 millions d'années, l'érosion a grandement modelé les paysages, avec une érosion plus intense dans les contreforts et les chaînons frontaux que dans les chaînons principaux. Les montagnes autour de Banff présentent une variété de paysages selon la composition des dépôts rocheux, l'orientation des couches et leur structure.
De nombreuses montagnes de Banff sont constituées de couches sédimentaires ayant un pendage de 50 à 60 degrés. De telles montagnes ont un côté escarpé et un autre à pente plus progressive qui suit la stratification des formations rocheuses comme, le mont Rundle, près de Banff. Les montagnes du parc nationale de Banff présentent également d'autres types de structure : complexe, irrégulier, anticlinal, synclinal, crénelé, dentelé et sawback.
Le mont Castle a une forme crénelée, avec des pentes abruptes et des falaises. Sa section supérieure est composée d'une couche de schiste du Paléozoïque comprise entre deux couches de calcaire. Des montagnes dentelées comme le mont Louis présentent des sommets pointus et déchiquetés. La chaîne Sawback, constituée de couches sédimentaires inclinées, a été érodée par le biais de ravines. Les dépôts d'éboulis sont fréquents au pied des montagnes et des falaises.

### Climat
Situé à l'est de la ligne continentale de partage des eaux, le parc national Banff reçoit en moyenne 472 mm de précipitations par an. Alors que le parc national Yoho, situé à l'ouest de cette même ligne, en reçoit 884 mm au lac Wapta et 616 mm au ruisseau Boulder.
Chaque hiver, en moyenne, il tombe 234 cm de neige sur la ville de Banff et 290 cm sur le lac Louise.
Pendant les mois d'hiver, les températures à Banff sont modérées, par rapport à Edmonton et aux autres zones du centre et du nord de l'Alberta, en raison du vent Chinook et autres influences océaniques de la Colombie-Britannique.
La température au cours du mois de janvier est comprise entre −15 °C et −5 °C pour la ville de Banff. Les conditions météorologiques durant les mois d'été sont agréables, avec des températures comprises entre 7 °C et 22 °C en juillet.
| Mois                              | jan.  | fév.  | mars | avril | mai  | juin | jui. | août | sep. | oct. | nov. | déc.  |
| --------------------------------- | ----- | ----- | ---- | ----- | ---- | ---- | ---- | ---- | ---- | ---- | ---- | ----- |
| Température minimale moyenne (°C) | −14,1 | −11,6 | −7,3 | −2,5  | 1,7  | 5,4  | 7,4  | 6,9  | 2,7  | −1,3 | −8,4 | −13,3 |
| Température maximale moyenne (°C) | −4,6  | −0,4  | 4,5  | 9,5   | 14,5 | 18,5 | 21,9 | 21,3 | 16,3 | 10,1 | 0,2  | −5,1  |
| Précipitations (mm)               | 27,5  | 21,9  | 23,4 | 32,4  | 59,6 | 61,7 | 54,2 | 60,1 | 42,1 | 29,4 | 26,8 | 33,2  |
| dont neige (cm)                   | 34,1  | 29,3  | 28,1 | 22,5  | 17   | 1,8  | 0    | 0,2  | 5,7  | 19,8 | 32,3 | 43,2  |

### Hydrographie
Banff est entièrement compris dans le bassin versant du Nelson, qui se jette dans la baie d'Hudson. Les principales rivières du parc sont la Bow, qui coule au sud et à l'ouest du parc, et la Saskatchewan Nord, au nord de celui-ci. L'arrière-pays du parc accueille également les sources de la Red Deer et de la Clearwater.
Le parc comprend de nombreux lacs, dont les plus accessibles sont les lacs Bow, Hector, Louise, Moraine, Minnewanka et Peyto.

### Glaciers et champs de glace
Le parc national Banff comporte beaucoup de grands glaciers et de champs de glace, dont plusieurs sont facilement accessibles à partir de la Promenade des Glaciers. Dans les chaînons principaux, les petits glaciers de cirque sont fréquents, situés dans les dépressions des flancs de beaucoup de montagnes.
Comme pour la majorité des glaciers de montagne dans le monde, les glaciers reculent à Banff. Les photographies témoignent bien de ces reculs et la tendance est devenue assez alarmante pour que les glaciologues entament des recherches sur les glaciers du parc de manière plus approfondie et analysent l'impact que la réduction de l'épaisseur de la glace et des eaux issues de la fonte des neiges pourrait avoir sur l'approvisionnement des ruisseaux et des rivières.
Les zones de glaciers comprennent le champ de glace Waputik et celui de Wapta, qui sont tous les deux à la frontière entre le parc national Banff et celui de Yoho. Le champ de glace Wapta couvre environ 80 km2. Les glaciers Peyto, Bow et Vulture font partie du champ de glace Wapta, compris dans le parc national Banff. Le glacier Bow s'est retiré de 1 100 m, selon les estimations, entre les années 1850 et 1953. Depuis cette période, il s'est encore retiré, formant un nouveau lac à l'extrémité de la moraine frontale. Le glacier Peyto a reculé d'environ 2 000 m depuis 1880 et risque de disparaître entièrement dans les 30 à 40 prochaines années. Les glaciers Crowfoot et Hector sont des glaciers indépendants et ne sont pas affiliés aux grands champs de glace. Ils sont facilement visibles de la Promenade des Glaciers.

Cette animation du champ de glace Columbia montre l'évolution entre 1990 et 2000.

Le champ de glace Columbia, à l'extrême nord de Banff, est à la frontière entre le parc national Banff et celui de Jasper et s'étend en Colombie-Britannique. Snow Dome, dans le champ de glace Columbia, constitue un sommet hydrologique de l'Amérique du Nord, l'eau qui s'écoule à partir de ce point va vers le Pacifique par l'intermédiaire de la Colombie-Britannique, vers l'océan Arctique via la rivière Athabasca, et dans la baie d'Hudson et finalement dans l'océan Atlantique, via la rivière Saskatchewan. Le glacier Saskatchewan, qui a environ 13 km de longueur et 30 km2 dans la région est le glacier principal du champ de glace Columbia. Entre les années 1893 et 1953, le glacier Saskatchewan s'est retiré de 1 364 m, avec une moyenne de 55 m par an entre 1948 et 1953.
Dans l'ensemble, les glaciers des Rocheuses canadiennes ont perdu 25 % de leur masse au cours du XXe siècle,.

### Populations

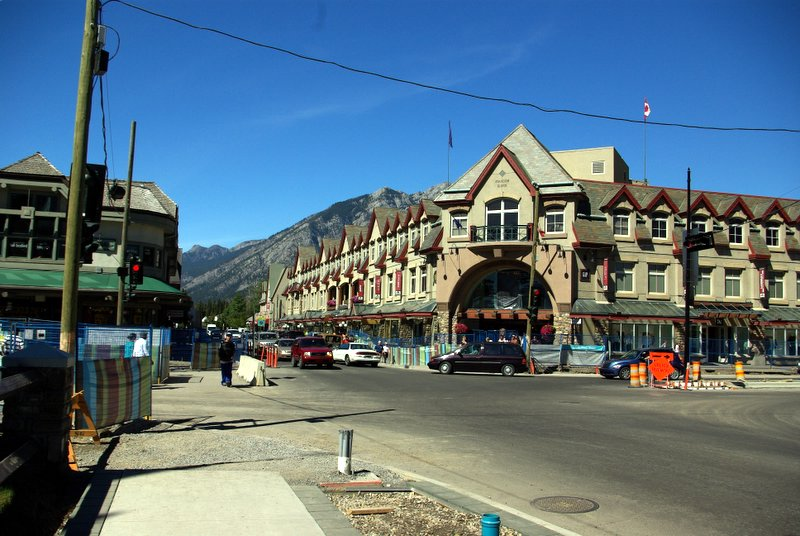
Vue d'une rue de Banff.

La ville de Banff, fondée en 1883, est le principal centre commercial du parc national Banff, ainsi qu'un pôle d'activités culturelles. Banff est le foyer de plusieurs institutions culturelles dont le lieu historique national du Musée-du-Parc-Banff, le musée Whyte, le musée Luxton, le centre culturel de Banff, le lieu historique national Cave and Basin et plusieurs galeries d'art. Tout au long de son histoire, Banff a accueilli de nombreux événements annuels dont les journées Banff Indien depuis 1889 et le Carnaval d'hiver de Banff depuis 1976. Depuis cette même année, le centre culturel organise le festival du film de montagne de Banff. La rivière Bow traverse la ville et offre le spectacle des chutes Bow à la sortie de la ville.
En 1990, la ville de Banff se constitue en corporation municipale de l'Alberta mais est encore soumise à la loi sur les parcs nationaux et à l'autorité fédérale en ce qui concerne la planification et le développement. D'après le recensement de 2007, la ville de Banff a une population de 8 720 habitants, dont près de 7 437 sont des résidents permanents.
Lake Louise, village situé à 54 km à l'ouest de Banff, est le site de l'historique Château Lake Louise au bord du lac Louise. La station de ski Lake Louise est également située près du village. Situé à 15 km de Lake Louise, le lac Moraine offre une vue panoramique de la vallée des Dix Pics. Cette scène est reproduite au dos des billets de banque canadiens de 20 $ des années 1969-1979 (série « Scènes du Canada »).

## Histoire
Le parc national Banff évolue dans un climat particulier, où s'opposent sans cesse nécessité de conservation et intérêts du développement. James Hector de l'expédition Palliser en 1859 est le premier à signaler ces sources thermales qui serviront plus tard de prétexte à la création du parc. En 1883, elles sont redécouvertes par trois ouvriers travaillant pour le chemin de fer Canadien Pacifique. Ceux-ci, ainsi que d'autres requérants, se disputent alors les droits de propriété des sources. Une enquête du tribunal gouvernemental suit et le gouvernement du Canada, dirigé par le Premier ministre John A. Macdonald, décide de transformer en réserve les 26 km2 englobant toutes les sources minérales thermales.
C'est donc pour remédier à ces tensions que le premier ministre Macdonald érige autour du site une petite zone protégée, étendue par la suite aux régions du lac Louise et du champ de glace Columbia. Ce champ de glace, d'une superficie de 325 km2, est constitué d'une trentaine de glaciers distincts et ses eaux de fonte alimentent les réseaux hydrographiques des rivières Saskatchewan Nord et Athabasca, et des fleuves Columbia et Fraser se jetant ainsi dans les océans Pacifique, Arctique et Atlantique.

### Origines
Des recherches archéologiques menées autour des lacs Vermilion datent les premières activités humaines à Banff à 10 300 B.P. (an -8 300). En effet, bien avant l'arrivée des Européens, des peuplades aborigènes telles que les Stoneys, Kootenays, Tsuu T'ina, Kainai, Peigans, ou Siksika, vivent déjà dans la région, où elles pratiquent notamment la chasse au bison et à d'autres gibiers.
Une fois la Colombie-Britannique cédée au Canada le 20 juillet 1871, les autorités donnent leur feu vert pour la construction d'une voie ferrée transcontinentale, qui débute quatre ans plus tard, en 1875. Le col du Cheval-qui-Rue est choisi, au détriment du col Tête Jaune situé plus au nord, comme point de traversée de la chaîne des Rocheuses. Dix ans plus tard, le dernier tronçon est posé à Craigellachie, en Colombie Britannique.

### Établissement du parc des Montagnes-Rocheuses

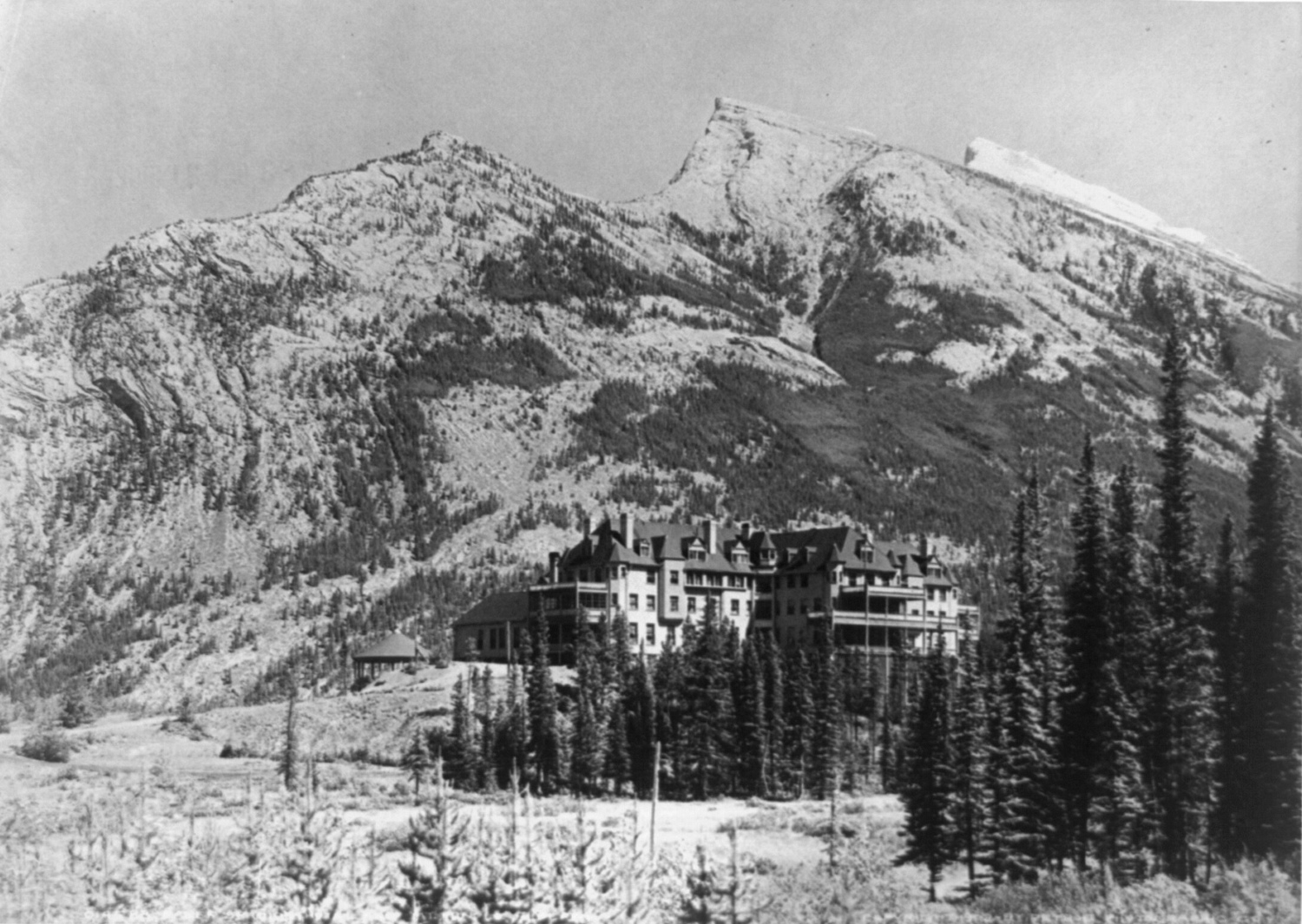
Hôtel Banff Springs, 1902.

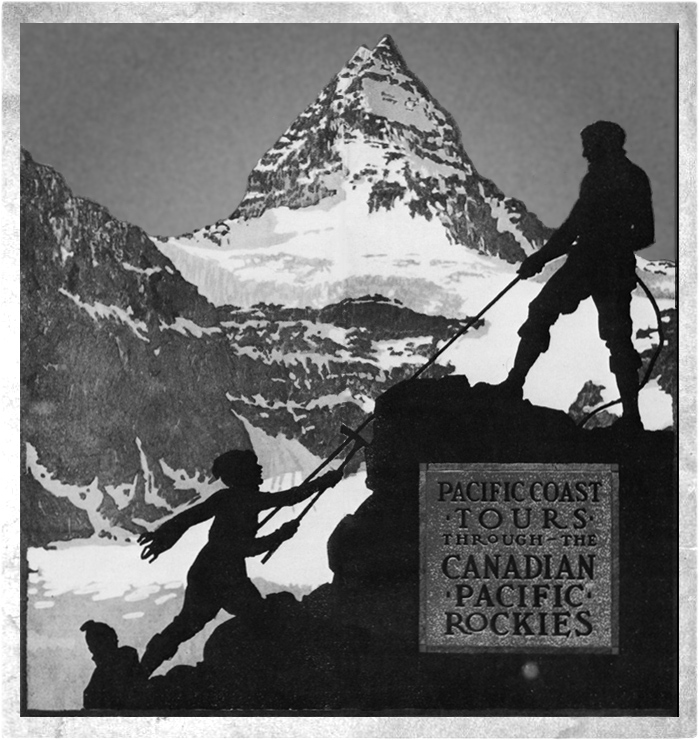
Brochure publicitaire représentant le mont Assiniboine, 1917.

C'est donc un litige autour des sources thermales de Banff qui conduit, le 25 novembre 1885, le Premier Ministre John A. Macdonald à ériger la réserve de Banff Hot Springs. Deux ans plus tard, le 23 juin 1887, la loi créant les parcs des Rocheuses est promulguée. La réserve de 26 km2 est alors étendue pour atteindre les 674 km2, et prend le nom de parc des Montagnes-Rocheuses. C'est la naissance du premier parc national canadien, le deuxième établi en Amérique du Nord après le parc national de Yellowstone aux États-Unis.
À la même époque, le chemin de fer Canadien Pacifique construit l'Hôtel Banff Springs et le Château Lake Louise afin d'attirer les touristes et d'augmenter la fréquentation de la ligne. Banff devient un lieu renommé auprès des touristes aisés débarquant d'Europe par les paquebots transatlantiques de luxe pour continuer vers l'Ouest en train. Il en est de même pour les riches bourgeois américains.
Certains visiteurs participent aux activités liées à la montagne proposées à Banff, notamment en ayant recours à des guides locaux. Les frères Jim et Bill Brewster, qui font partie des plus jeunes en la matière, ainsi que Tom Wilson guident les touristes sur les lieux de pêche. Le Club Alpin du Canada (Alpine Club of Canada) créé en 1906, organise des excursions d'alpinisme et des camps dans l'arrière-pays.
En 1911, Banff devient accessible en voiture à partir de Calgary. À partir de 1916, l'entreprise des frères Brewster propose des excursions en autocars. En 1920, l'accès au lac Louise par la route est enfin possible, et la route de Banff-Windermere ouvre en 1923 et relie Banff à la Colombie-Britannique.
En 1902, le parc est agrandi et couvre 11 400 km2, englobant des zones autour du lac Louise, de la rivière Bow, la rivière Red Deer, Kananaskis et la rivière Spray. Toutefois, en 1911, cédant à la pression de l'élevage et de l'exploitation forestière, la taille du parc est réduite à 4 663 km2. Les limites du parc changent plusieurs fois jusqu'à 1930, la taille du parc est alors fixée à 6 697 km2, avec l'adoption de la Loi sur les parcs nationaux. La loi renomme aussi le parc en parc national Banff, baptisé ainsi d'après le nom de la gare de chemin de fer de la Canadian Pacific qui, elle-même, avait pris son nom de Banffshire, une région d'Écosse.
En 1933, l'Alberta donne 0,84 km2 au parc. Après d'autres changements mineurs en 1949, le parc couvre 6 641 km2.

### Exploitation du charbon
En 1887, les tribus autochtones signent le Traité no 7, qui donne au Canada les droits d'explorer le territoire pour en connaître les ressources. Au début du XXe siècle, le charbon est extrait près du lac Minnewanka à Banff. Pendant une brève période, une mine d'anthracite est exploitée, mais est fermée en 1904. La mine Bankhead, dans la Cascade Mountain, est exploitée par le Chemin de fer Canadien Pacifique de 1903 à 1922. En 1926, la ville est démantelée, de nombreux bâtiments sont déplacés dans d'autres villes, en particulier à Banff.

### Camps d'internement

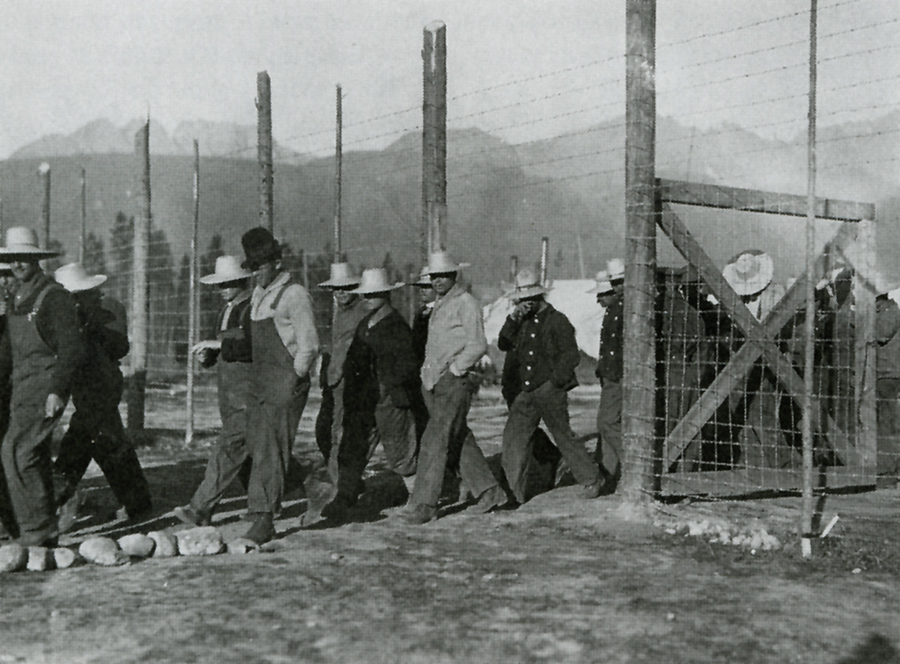
Camp d'internement de Castle Mountain, 1915.

Pendant la Première Guerre mondiale, les immigrants d'Autriche, de Hongrie, d'Allemagne et d'Ukraine sont envoyés à Banff pour travailler dans des camps d'internement. Le camp principal est situé à Castle Mountain, puis est transféré à Cave and Basin durant l'hiver. Beaucoup d'infrastructures et de routes sont réalisées par ces internés canadiens d'origine slave.
Au cours de la Seconde Guerre mondiale, des camps d'internement sont, une nouvelle fois, mis en place à Banff, avec des camps installés à Lake Louise, Stoney Creek, et Healy Creek. Les prisonniers sont, en grande majorité, des mennonites de la Saskatchewan. Les Japonais ne sont pas internés à Banff au cours de la Seconde Guerre mondiale, mais plutôt dans le parc national Jasper, où les détenus travaillent sur la route Yellowhead et d'autres projets.

### Grande Dépression
En 1931, le gouvernement du Canada promulgue la loi sur Unemployment and Farm Relief pour relancer l'économie pendant la Grande Dépression. Des projets de grands travaux publics sont organisés dans les parcs nationaux. À Banff, les travailleurs construisent une nouvelle piscine et des bains pour le complexe thermal de Upper Hot Springs, en complément de Cave and Basin. D'autres projets concernent la construction de routes dans le parc, des travaux autour de la ville de Banff, et la construction d'une autoroute reliant Banff à Jasper. En 1934, la loi sur les projets de construction est adoptée, en fournissant un financement continu pour les projets de travaux publics. Dans les nouveaux projets figurent la construction d'un bâtiment administratif à Banff.
En 1940, la Promenade des Glaciers atteint les champs de glace Columbia dans la région de Banff, et relie Banff à Jasper.

### Sports d'hiver

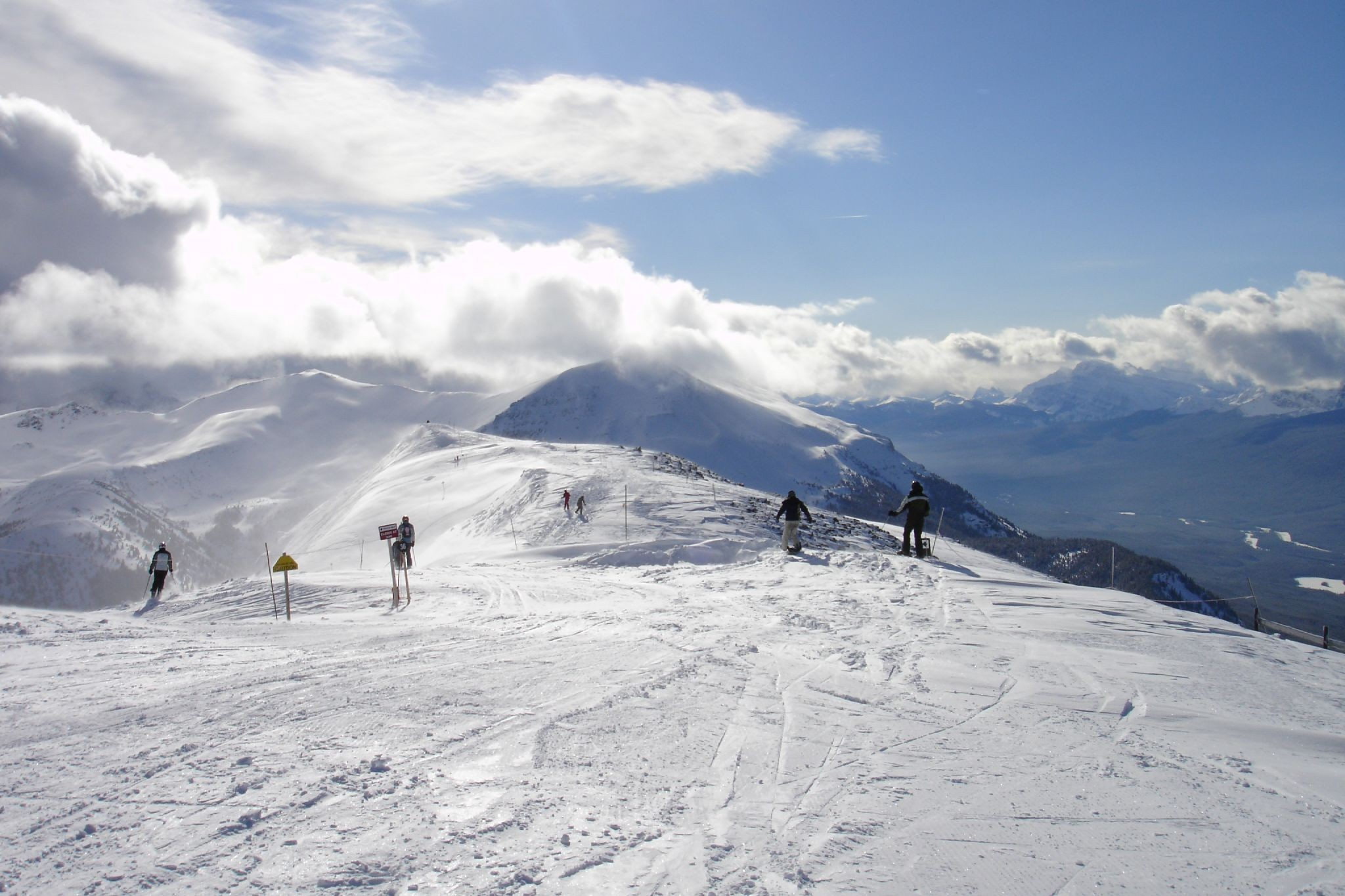
Ski à Lake Louise.

Les activités liées aux sports d'hiver commencent à Banff dès février 1917, avec le premier Carnaval d'hiver de Banff. Un grand palais de glace, construit par les internés des camps, est la vedette du carnaval 1917.
Pendant le carnaval, des événements sportifs sont organisés : ski de fond, saut à ski, curling, raquette et ski joëring. Dans les années 1930, la première station de ski alpin, Sunshine Village, est créée par Brewsters. Sur le mont Norquay, un domaine skiable est également créé pendant les années 1930, le premier télésiège est installé en 1948.
Dans les années 1960, la route transcanadienne est construite, offrant un nouvel axe routier dans la vallée de la Bow, en complément de la promenade de la Vallée-de-la-Bow, rendant le parc plus accessible. Toujours dans les années 1960, l'aéroport international de Calgary est construit. À partir de 1968, date à laquelle l'hôtel Fairmont Banff Springs est aménagé pour pouvoir accueillir des clients en hiver, Banff est fréquenté par les touristes tout au long de l'année.
Le Canada s'est porté candidat plusieurs fois pour l'organisation des Jeux olympiques d'hiver, en proposant le site de Banff. La première fois en 1964, mais le comité olympique choisit Innsbruck, en Autriche. Une deuxième tentative est faite en 1968, mais les Jeux d'hiver sont attribués à Grenoble en France. Une fois de plus, Banff se porte candidat pour les olympiades d'hiver de 1972, avec le projet de les organiser à Lake Louise. Cette candidature est la plus controversée par les groupes de pression environnementaux, car parrainée par L'Impériale. Cédant à la pression, Jean Chrétien, alors ministre de l'Environnement, ministre de tutelle de Parcs Canada, retire la candidature.
Lorsque le Canada accueille enfin les Jeux olympiques d'hiver en 1988 à Calgary, les épreuves de ski de fond se déroulent au parc provincial de Canmore Nordic Centre à Canmore, en Alberta, situé sur le bord oriental du parc national Banff.

### Préservation

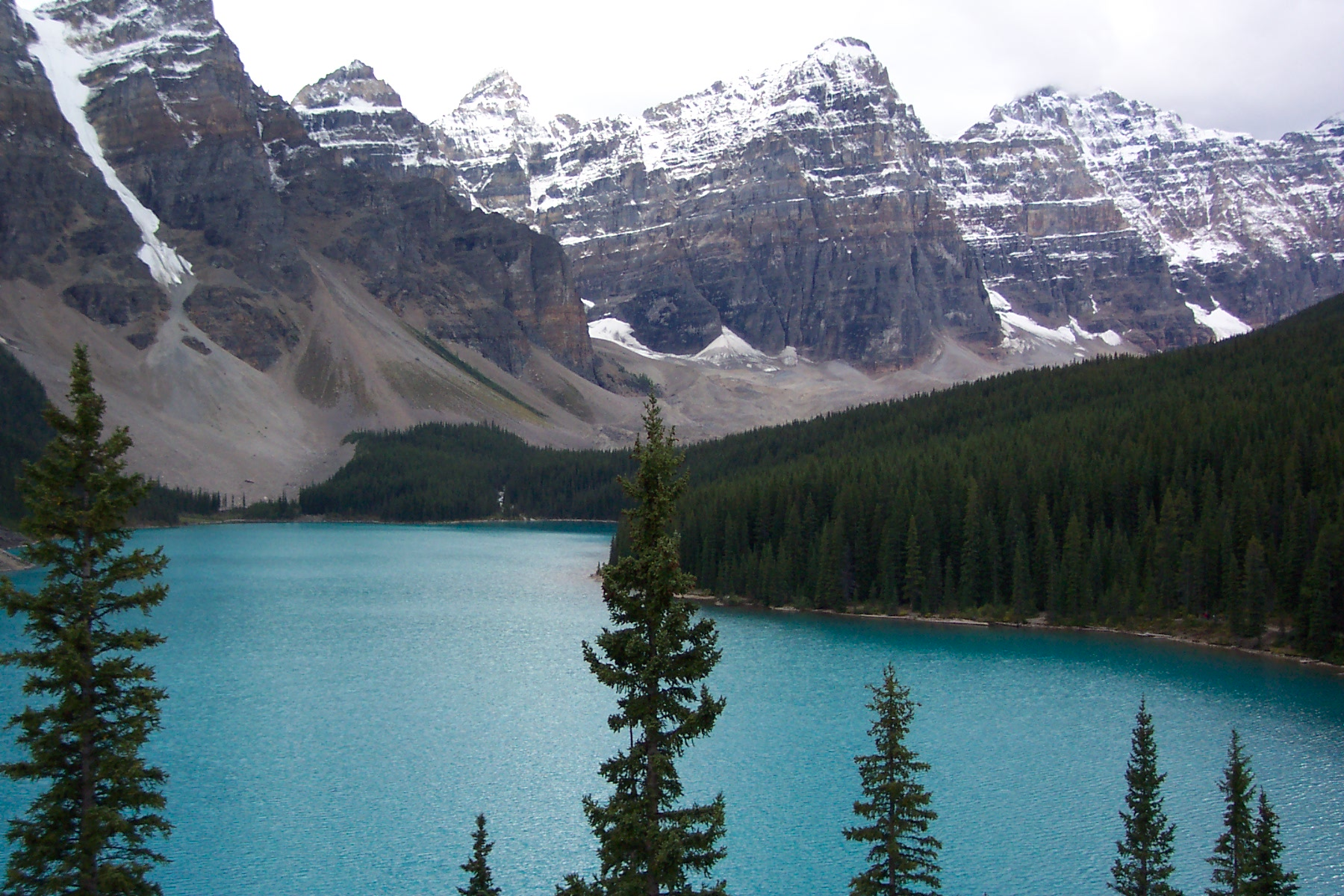
Vue du lac Moraine.

Depuis la Loi sur les parcs nationaux des montagnes Rocheuses, les lois ultérieures et les politiques mises en œuvre ont davantage mis l'accent sur la préservation. L'opinion publique est désormais très sensibilisée à la protection de l'environnement. Parcs Canada a suivi de nouvelles politiques en ce sens depuis 1979. La Loi sur les parcs nationaux est modifiée en 1988 et fait de la préservation de l'intégrité écologique la priorité absolue de toutes les décisions de gestion de parc. Par ailleurs, la loi exige de chaque parc la production d'un plan de gestion incluant une plus grande participation du public.
En 1984, le parc de Banff est inscrit au patrimoine mondial de l'UNESCO, ainsi que les autres parcs nationaux et provinciaux qui forment les Parcs des montagnes Rocheuses canadiennes. Pour ses paysages de montagne présentant des sommets, des glaciers, des lacs, des cascades, des canyons et de grottes calcaires remarquables, mais aussi pour les fossiles trouvés ici. Avec cette inscription, s'est ajouté de nouvelles obligations pour la préservation.
Au cours des années 1980, Parcs Canada privatise des services du parc tels que les terrains de golf, et augmente les tarifs pour l'usage d'autres installations et services afin de compenser les restrictions budgétaires.
En 1990, la ville de Banff se constitue en corporation municipale afin de permettre aux résidents locaux d'avoir un droit de regard au sujet de toute proposition d'évolution. Dans les mêmes années, les plans de développement du parc, y compris l'extension de Sunshine Village, sont contestés par des procès intentés par la société pour la nature et les parcs du Canada (SNAP). Dans le milieu des années 1990, le Banff-Bow Valley Study est lancée pour trouver les moyens de mieux faire face aux préoccupations environnementales et aux questions relatives au développement du parc.

## Milieu naturel

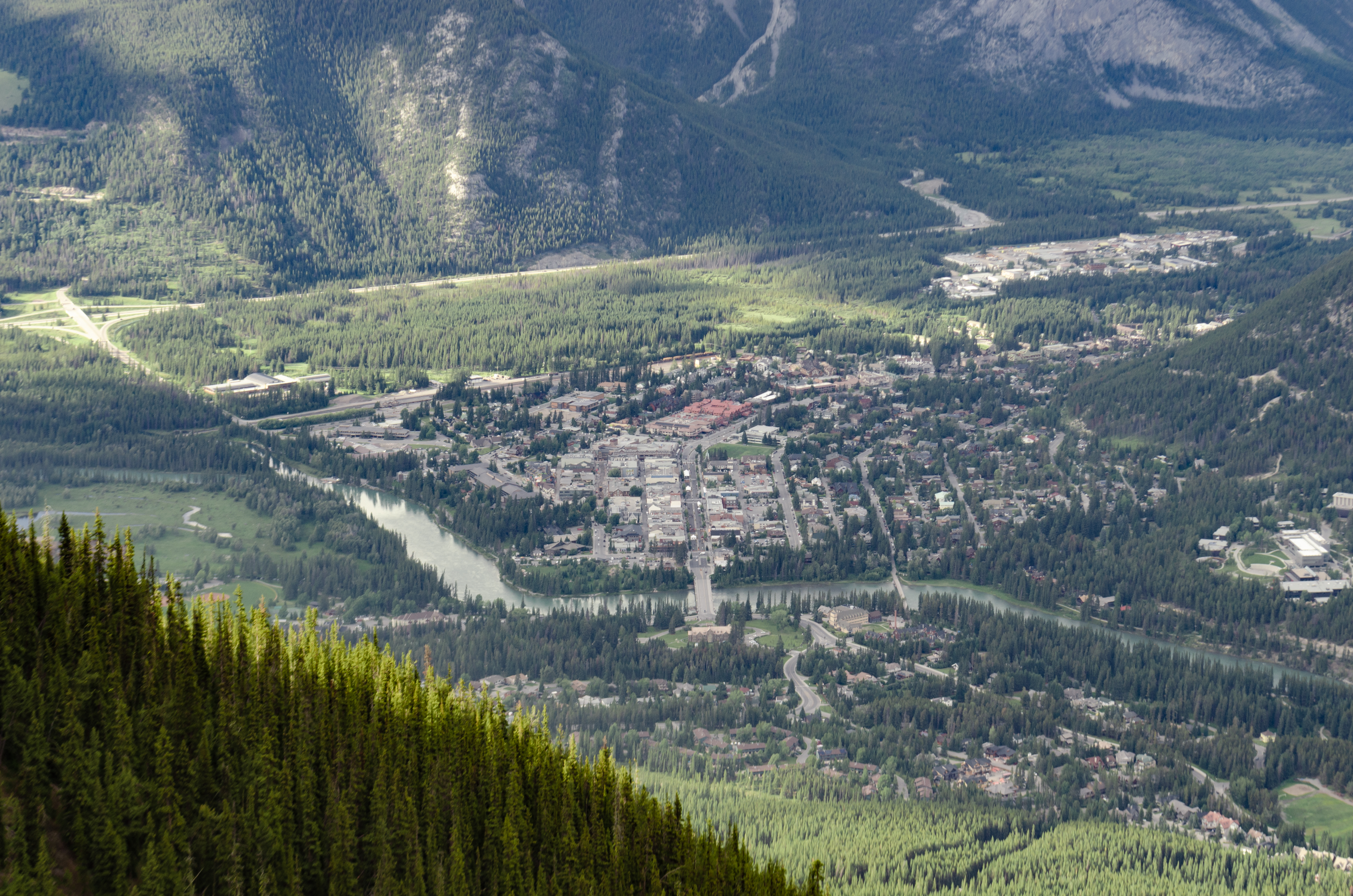
Paysage de la région de Banff.

Le parc national Banff est entièrement compris dans la région écologique des montagnes boisées du Nord-Ouest. Il est aussi entièrement compris dans la région écologique de niveau II de la cordillère occidentale et la région écologique de niveau III des rocheuses canadiennes.

### Flore
Le parc national Banff comporte trois étagements : montagnard, subalpin et alpin. L'étage montagnard, qui compose 3 % du parc, est situé entre 1 350 et 1 500 m. Les forêts des zones sèches sont surtout composées de Douglas de Menzies  (Pseudotsuga menziesii), de Peuplier faux-tremble (Populus tremuloides), de Pin tordu (Pinus contorta), le tout accompagné de graminées. Les zones les plus humides sont composées d'Épinette blanche (Picea glauca), de Peuplier baumier (Populus balsamifera) et de prés d'arbustes. Les zones de l'étage montagnard, qui tendent à être l'habitat favori de la faune, ont subi un développement important des activités humaines au cours des années.
L'étage subalpin, constitué principalement de forêts denses, compose 53 % de la région de Banff. Elle est divisée en deux niveaux soit le subalpin inférieur et le subalpin supérieur. Les forêts d'Épinette d'Engelmann (Picea engelmannii) et de Pin tordu et de Sapin subalpin (Abies lasiocarpa) composent la partie inférieure qui est située entre 1 500 et 2 000 m. La partie supérieure (entre 2 000 et 2 300 m) est, quant à elle, composée d'Épinette d'Englemann, de Sapin subalpin et est parsemée de prés d'arbustes nains dans les couloirs d'avalanche. Le parc est quelquefois infesté par le Dendroctone du pin poderosa, un insecte indigène des Rocheuses, qui s'attaque aux vieux pins tordus. Le parc procède à des brûlages dirigés dans le but de réduire la propagation de l'infestation et de régénérer les pinèdes.
44 % du parc est situé au-dessus de la limite des arbres (située à environ 2 300 m d'altitude), dans l'étage alpin,. Cet étage présente quelques prairies alpines, mais aussi de la roche nue, de la neige et des glaciers.

### Faune

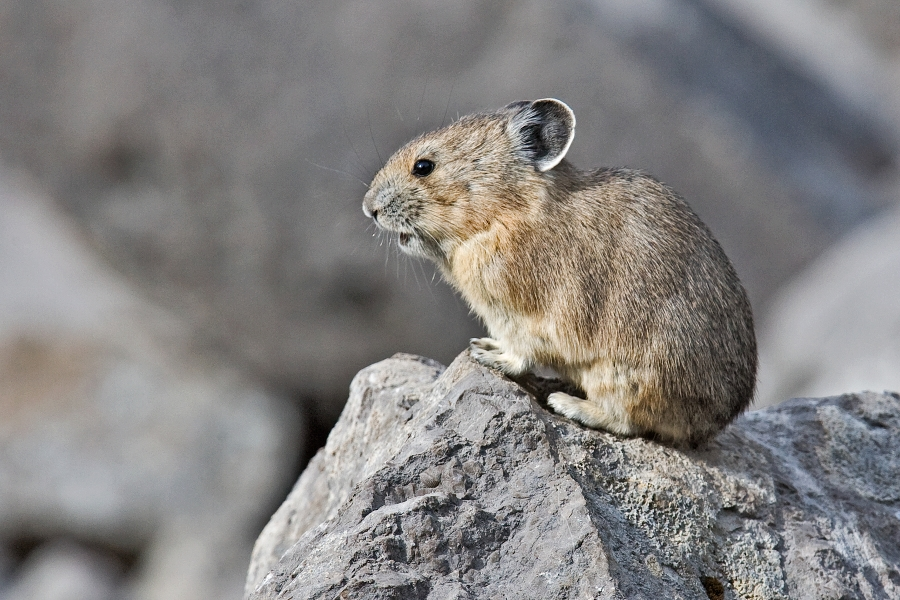
Pika américain (Ochotona princeps).

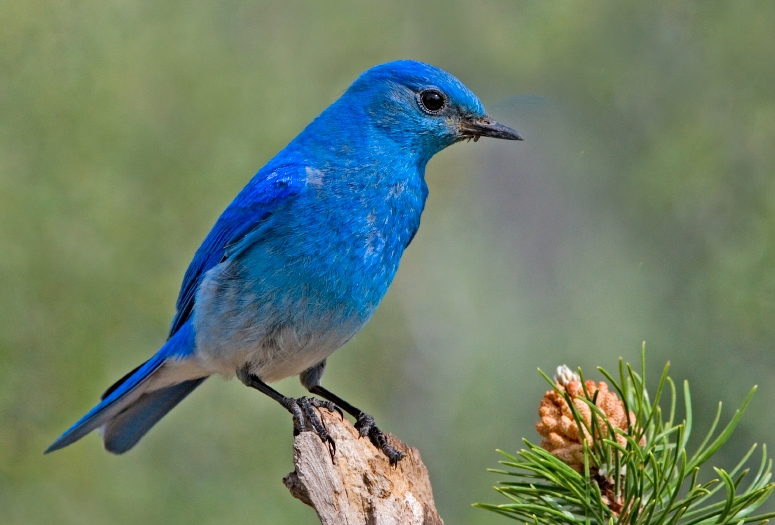
Merlebleu azuré.

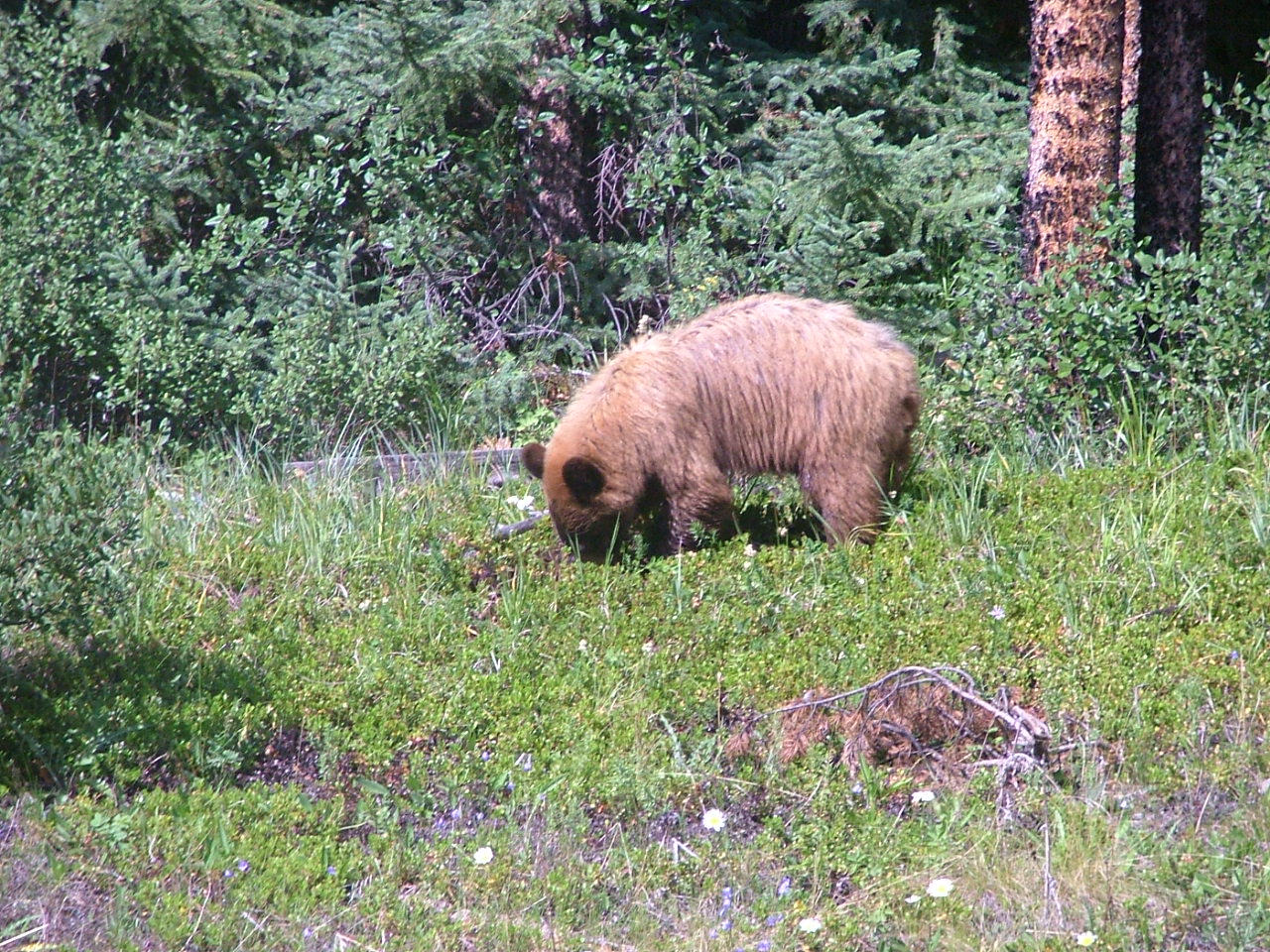
Ours dans le parc national Banff.

Les animaux représentatifs du parc sont le wapiti (Cervus canadensis), l'orignal (Alces alces), la Chèvre de montagne (Oreamnos americanus), le Mouflon canadien (Ovis canadensis), l'Ours noir (Ursus americanus), le Grizzli (Ursus arctos horibilis) et le caribou (Rangifer tarandus). 56 espèces de mammifères ont été recensées dans le parc. Le Grizzli et l'Ours noir vivent dans les régions boisées. Le couguar (Puma concolor), le Lynx du Canada (Lynx canadensis), le Carcajou (Gulo gulo), la belette (Mustela sp.), la Loutre de rivière (Lontra canadensis) et le loup (Canis lupus) sont les principaux mammifères prédateurs. Le Wapiti, le Cerf-mulet (Odocoileus hemionus) et le Cerf de Virginie (Odocoileus virginianus) sont communs dans les vallées du parc, y compris autour de (et parfois dans) la ville de Banff, alors que l'orignal a tendance à être plus discret, restant essentiellement dans les zones humides et près des cours d'eau.
La Chèvre de montagne, le Mouflon canadien, la Marmotte des Rocheuses (Marmota caligata) et le Pika d'Amérique (Ochotona princeps) sont très répandus dans l'étage alpin. Le Castor du Canada (Castor canadensis), le Porc-épic d'Amérique (Erethizon dorsatum), l'Écureuil roux (Tamiasciurus hudsonicus), le Tamia mineur (Tamias minimus) et le Tamia amène (Tamias amoenus) sont les petits mammifères le plus communément observés. En 2005, seulement 5 caribous ont été recensés dans le parc, ce qui en fait l'une des espèces de mammifères les plus rares du parc.
En raison de la rudesse des hivers, peu de reptiles et d'amphibiens vivent dans le parc. Une seule espèce de crapaud, trois espèces de grenouilles, une seule espèce de salamandre et deux espèces de serpents y ont été identifiées.
Au moins 280 espèces d'oiseaux sont présentes à Banff, dont des prédateurs comme le Pygargue à tête blanche (Haliaeetus leucocephalus), l'Aigle royal (Aquila chrysaetos), la Buse à queue rousse (Buteo jamaicensis), le Balbuzard pêcheur (Pandion haliaetus), et diverses espèces de faucons, dont le Faucon émerillon (Falco columbarius). Des espèces communes comme le Mésangeai du Canada (Perisoreus canadensis), le Pic à dos rayé (Picoides dorsalis), le Merlebleu azuré (Sialia currucoides), le Cassenoix d'Amérique (Nucifraga columbiana), la Mésange de Gambel (Poecile gambeli) et le Pipit spioncelle (Anthus spinoletta) se rencontrent fréquemment dans les zones de basse altitude. Le Lagopède à queue blanche (Lagopus leucura) est un oiseau se nourrissant au sol qui est souvent vu dans les zones alpines. Les rivières et les lacs sont fréquentés par une centaine d'espèces différentes, parmi lesquelles on trouve le Plongeon huard (Gavia immer), le héron et le Canard colvert (Anas platyrhynchos) qui passent l'été dans le parc.
Une variété d'escargot, la Physe des fontaines de Banff (Physella johnsoni), qui se retrouve seulement dans sept sources thermales de Banff est signalée parmi les espèces menacées d'extinction. Le caribou des bois, que l'on trouve à Banff, et le grizzly ont un statut d'espèce vulnérable.

## Tourisme
Le parc national Banff est la destination touristique la plus fréquentée de l'Alberta et l'un des parcs nationaux le plus visité en Amérique du Nord, avec 3 226 978 visiteurs en 2011-2012. En été, 42 % des visiteurs du parc viennent du Canada (23 % de l'Alberta), tandis que 35 % viennent des États-Unis et 20 % d'Europe. Le tourisme représente 6 milliards de dollars pour l'économie du Canada. Un laissez-passer est nécessaire pour s'arrêter dans le parc et les contrôles sont fréquents pendant les mois d'été, en particulier à Lake Louise et au départ de la Promenade des Glaciers. Ce permis n'est pas nécessaire pour traverser le parc sans s'arrêter, comme 5 millions de personnes environ qui empruntent chaque année la Route transcanadienne.

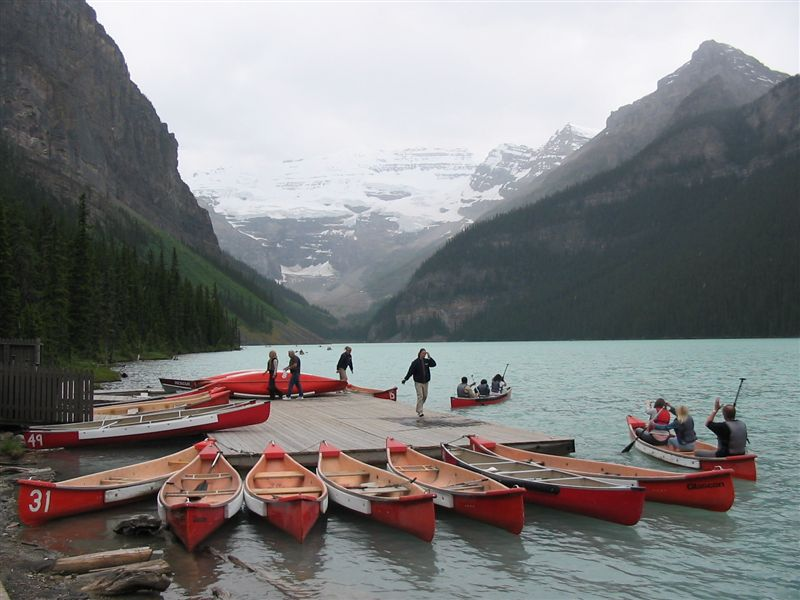
Location de canoës sur le lac Louise.
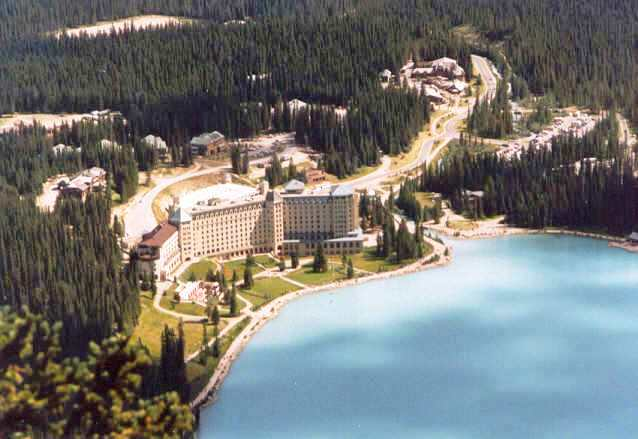
L'hôtel du lac Louise.
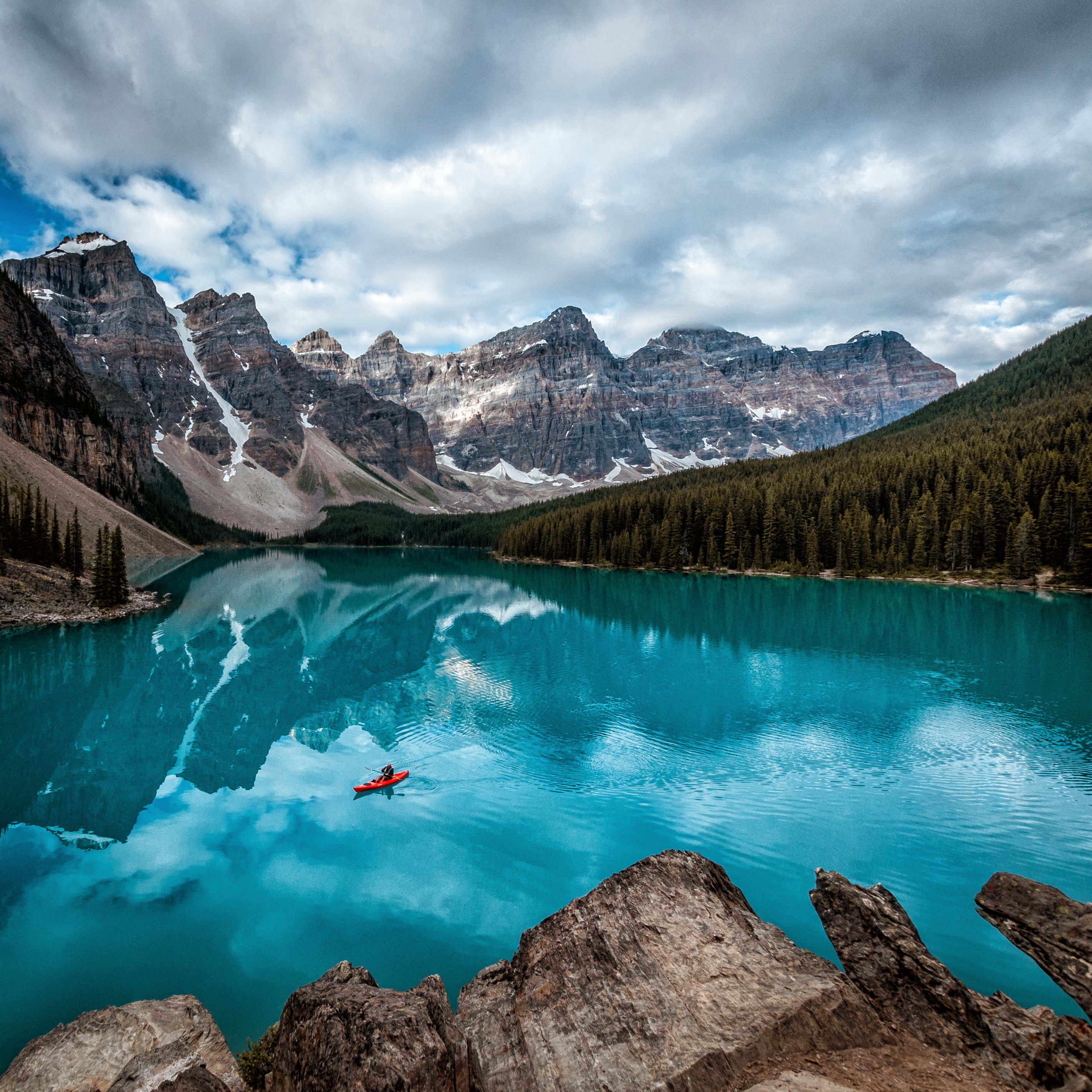
Un canoë sur un lac glaciaire dans le parc national Banff.
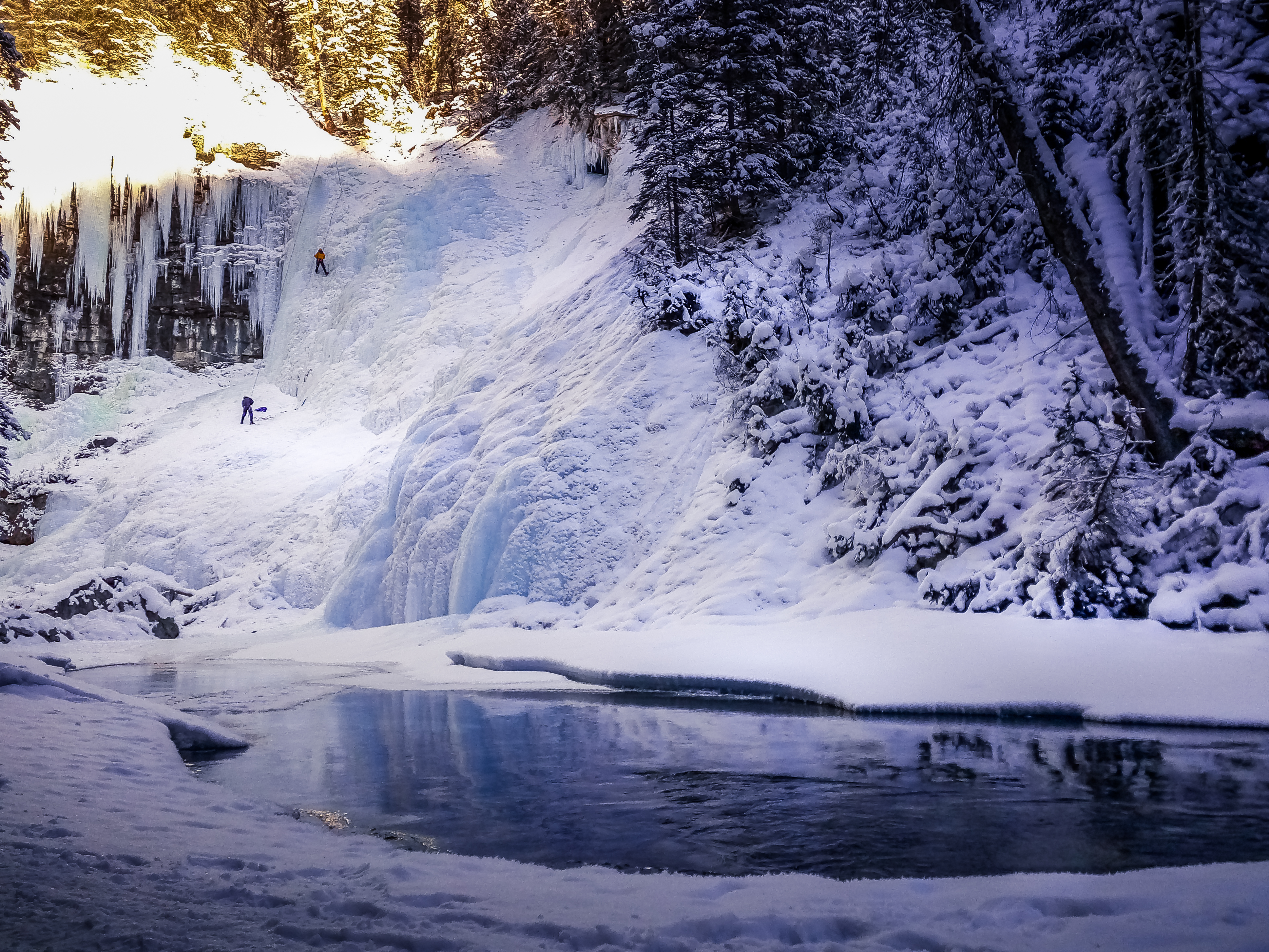
Escalade glaciaire dans le parc national Banff.

De nombreuses activités sont possibles dans le parc ; les sources thermales de Upper Hot Springs, un terrain de golf de 27 trous à l'hôtel Fairmont Banff Springs, et trois stations de ski Sunshine Village, Lake Louise, et celle du Mont Norquay. Un réseau de sentiers permet de nombreuses randonnées, qui peuvent durer plusieurs jours. D'autres activités sont possibles en été comme en hiver (camping, escalade, équitation, ski, ski nordique).
L'utilisation des terrains de camping, des refuges du Club Alpin du Canada, ou d'autres installations nécessite de se procurer un permis d'accès à l'arrière-pays. Une réservation pour un emplacement de camping est également recommandée.

## Gestion du parc
La direction du parc national Banff est assurée par Parcs Canada, dans le cadre de la Loi sur les parcs nationaux  adoptée en 1930. Pour l'année financière 2011-2012, l'agence dispose d'un budget de 696 millions de dollars pour gérer 42 parcs nationaux, 956 lieux historiques nationaux — dont 167 gérés directement par l'agence — et quatre aires marines nationales de conservation. Au fil du temps, les politiques de gestion de parc ont privilégié la protection de l'environnement sur le développement.
En 1964, une déclaration de politique générale réaffirme les idéaux de conservation énoncés dans la Loi de 1930. Avec la candidature controversée de 1972 pour les Jeux olympiques d'hiver, les groupes environnementaux sont devenus plus influents, ce qui incite Parcs Canada à retirer son soutien à cette candidature. En 1988, la Loi sur les parcs nationaux est modifiée, définissant comme prioritaire le maintien de l'intégrité écologique. L'amendement a également permis aux organisations non gouvernementales d'intenter des procès à Parcs Canada pour violations de la Loi. En 1994, Parcs Canada établit les Principes directeurs et politiques d'exploitation, qui prévoit un mandat pour le groupe chargé d'étudier la vallée de la Bow afin de rédiger des recommandations de gestion. Comme pour les autres parcs nationaux, celui de Banff est tenu d'avoir un plan de gestion du parc.
Sur un niveau provincial, la zone du parc et les communautés incluses (autres que la ville de Banff qui est une Corporation municipale) sont administrées par le ministre fédéral responsable de Parcs Canada en tant que Improvement District No 9 (Banff).

## Impact humain

### Écologie
Dès le XIXe siècle, les humains ont un impact sur l'écologie de Banff par l'introduction d'espèces non indigènes, le contrôle sur les autres espèces, le développement dans la Bow Valley, ainsi que d'autres activités humaines.

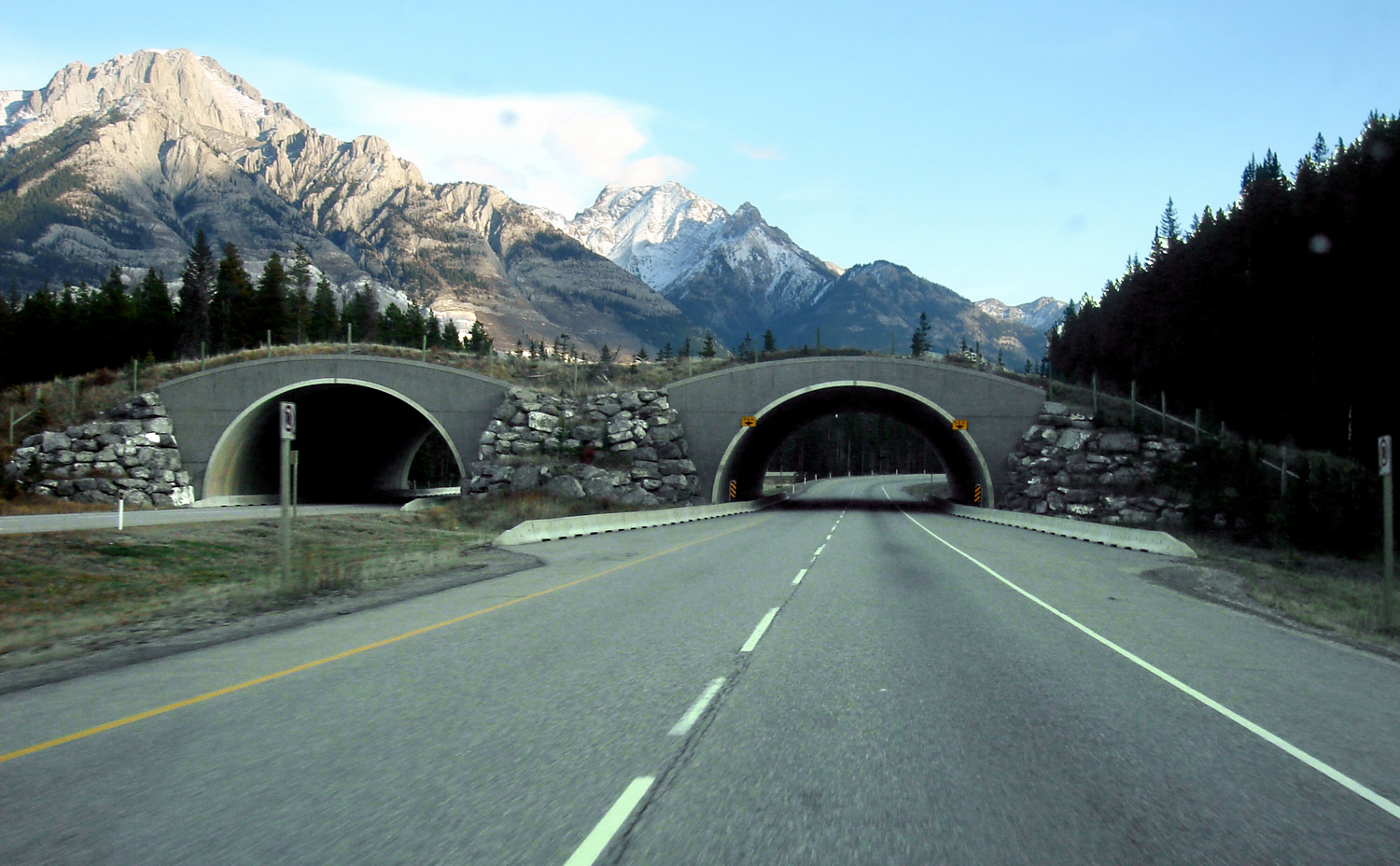
Écoduc sur la route transcanadienne.

La route transcanadienne est problématique en raison de la circulation routière qui présente des risques pour la faune et est un obstacle à la migration des espèces sauvages. Le grizzly fait partie des espèces les plus touchées par l'autoroute ainsi que par l'ensemble des autres développements qui provoquent la fragmentation du paysage. Des écoducs, une série de tunnels, deux passages à faune ont été construits à un certain nombre de points le long de la route transcanadienne pour atténuer ce problème.
Le bison vivait autrefois dans les vallées de Banff et était chassé par les populations autochtones. Le dernier bison a été tué en 1858. Le wapiti n'est pas indigène à Banff mais a été introduit depuis le parc national de Yellowstone en 1917 avec 57 wapitis. L'introduction de l'élan à Banff, combinée à des contrôles sur le coyote et le loup par Parcs Canada au début des années 1930, a causé un déséquilibre de l'écosystème. D'autres espèces ont été évincées de la vallée de la Bow notamment le grizzli, le couguar, le lynx, le carcajou, la loutre et l'orignal.
À partir de 1985, les loups gris ont recolonisé des zones de la vallée de la Bow. Toutefois, la population de loups a des difficultés à s'implanter, 32 loups ayant été tués le long de la route transcanadienne entre 1987 et 2000, laissant seulement 31 loups dans la région.
La population de l'Omble à tête plate (Salvelinus confluentus) et d'autres espèces de poissons originaires des lacs de Banff a également diminué après l'introduction d'espèces non indigènes comme l'Omble de fontaine (Salvelinus fontinalis) et la Truite arc-en-ciel (Oncorhynchus mykiss). Le Touladi (Salvelinus namaycush), la Truite fardée (Oncorhynchus clarki) et la Bouche coupante (Acrocheilus alutaceus) sont également des espèces indigènes qui deviennent rares, tandis que le Saumon Chinook (Oncorhynchus tshawytscha), l'Esturgeon blanc (Acipenser transmontanus), la lamproie du Pacifique (Lampetra tridentata) et le naseux des rapides de Banff (Rhinichthys cataractae smithi) sont probablement éteintes localement. Le naseux des rapides de Banff, sous-espèce endémique de Banff, est aujourd'hui une sous-espèce éteinte.

### Gestion des incendies

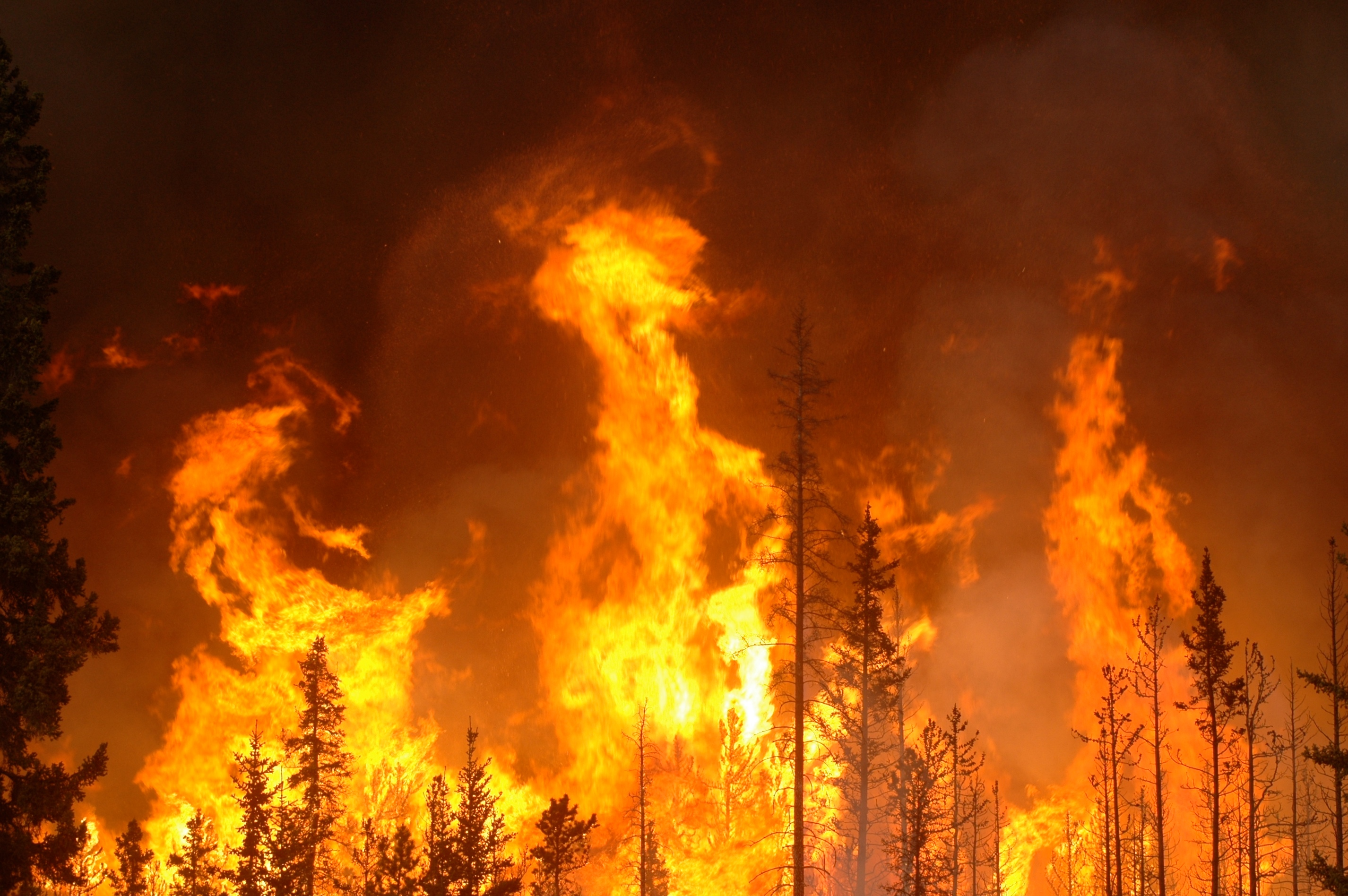
incendie contrôlé dans le parc de Banff en 2009

La direction de Parcs Canada organise la lutte contre l'incendie depuis que le parc national Banff a été créé. Depuis les années 1980, Parcs Canada a adopté une stratégie de réintroduction du feu dans le parc national Banff, notamment par le recours aux brûlages dirigés. Ces pratiques visent à réduire l’accumulation de combustibles tels que les pins tordus et les épinettes denses, à restaurer les prairies indigènes et à renforcer la résilience des écosystèmes face aux incendies de forêt et aux changements climatiques. Ces brûlages contrôlés, qui rétablissent un équilibre écologique perturbé par la suppression systématique des incendies depuis la création du parc en 1885, permettent également de limiter la taille et l’intensité des incendies naturels en créant des zones tampons et des mosaïques d’habitats diversifiés.
Les changements climatiques ont allongé la saison des feux de forêt et intensifié leur sévérité, comme l'a illustré le plus grand incendie en 100 ans au parc national Jasper en 2024. Cet incendie a détruit environ 30 % des structures de la ville de Jasper et ravagé un périmètre de 278 kilomètres avant d’être maîtrisé après sept semaines,. Ces événements rappellent la nécessité de poursuivre les efforts de prévention dans les parcs nationaux, notamment à Banff, où la densité forestière et l'accumulation de bois mort posent des risques similaires. Les experts soulignent qu’un entretien plus intensif des forêts par le brûlage dirigé est essentiel pour éviter des scénarios comparables.
Parcs Canada applique présentement le Plan de gestion du feu de 2020 pour les parcs Banff, Yoho et Kootenay, qui inclut des projets spécifiques tels que les brûlages dans les chaînons Fairholme et dans les prés Compound et Wigmore. Ces actions, combinées à des coupe-feu stratégiques autour des communautés locales comme Banff et Lake Louise, visent à réduire les risques pour les populations et les infrastructures. Par ailleurs, des programmes comme Intelli-feu responsabilisent le public et les communautés locales pour mieux se préparer aux incendies.

### Aménagement
En 1978, l'agrandissement de la station de ski Sunshine Village est approuvé. Il prévoit l'adjonction de parking, l'extension de l'hôtel et l'aménagement de la montagne de l'Œil de Chèvre (Goat's Eye Mountain ). La mise en œuvre de ce projet d'aménagement est retardée dans les années 1980, pendant qu'une évaluation de l'impact environnemental est menée. En 1989, Sunshine Village retire sa proposition d'agrandissement, à la lumière des réserves gouvernementales et présente un projet révisé en 1992. Ce nouveau plan est approuvé par le gouvernement, en attendant un bilan environnemental.
Par la suite, la société pour la nature et les parcs du Canada (SNAP) intente une action juridique devant les tribunaux qui suspend le développement. La SNAP fait également pression auprès de l'UNESCO pour que l'inscription au patrimoine mondial du parc de Banff soit révoquée, à cause des risques que ce projet d'aménagement fait courir à la santé écologique du parc.

### Groupe d'études de la vallée de la Bow
Bien que la Loi sur les parcs nationaux et l'amendement de 1988 mettent l'accent sur l'intégrité écologique, dans la pratique, le parc de Banff souffre des incohérences dans l'application des politiques. En 1994, le Groupe d’études de la vallée de la Bow est chargé par Sheila Copps, le ministre responsable de Parcs Canada, de fournir des recommandations sur la façon de gérer au mieux l'usage humain et le développement et de maintenir l'intégrité écologique.
Pendant les deux ans pendant lesquels le Groupe d'études de la vallée de la Bow travaille, les projets de développement sont interrompus, y compris l'agrandissement de la station de ski Sunshine Village et l'élargissement de la route transcanadienne entre Castle Junction et Sunshine. Le groupe a publié plus de 500 recommandations, comme de limiter la croissance de la ville de Banff, plafonnant la population à 10 000 habitants, mettre un quota de fréquentation sur les sentiers de randonnée populaires et réduire le développement dans le parc.
Une autre recommandation préconise de clôturer la ville pour réduire les rencontres entre les humains et les wapitis. Cette mesure a également pour but de réduire l'accès de la ville aux wapitis qui viennent s'y réfugier pour échapper aux prédateurs, comme les loups qui ont tendance à éviter la ville.
Lors de la publication du rapport, Sheila Copps a accepté immédiatement la proposition de plafonner la population de la ville. En réponse aux préoccupations et recommandations soulevées par le Groupe d'études de la vallée de la Bow, un certain nombre de plans de développement ont été réduits dans les années 1990. Les projets visant à ajouter neuf trous au golf de Banff Springs ont été abandonnés en 1996.

### Canmore
Avec la limitation de croissance de la ville de Banff, Canmore, situé juste à l'extérieur des limites du parc de Banff, connaît une croissance rapide afin de répondre à la demande croissante des touristes.
L'une des principales propositions d'aménagement de Canmore concerne le golf des Trois Sœurs, proposé en 1992, qui a fait l'objet de débats controversés. Les groupes environnementaux faisant valoir que le développement provoquerait une fragmentation importante des corridors biologiques dans la vallée de la Bow.